# Trzebiny
Trzebiny (pol. hist. Trzebinia) – wieś w Polsce, w województwie wielkopolskim, w powiecie leszczyńskim, w gminie Święciechowa.

## Historia
Miejscowość pierwotnie związana była z Wielkopolską. Ma metrykę średniowieczną i istnieje co najmniej od początku XV wieku. Po raz pierwszy wymieniana w łacińskim dokumencie z 1421 jako Trebno, 1434 Trzebynya, 1447 Trzebonya, 1447 Trzebyna, 1449 Trzebnya, 1525 Trzebinia, 1531 Trzebyenya.
Miejscowość była wsią szlachecką należącą do lokalnej szlachty wielkopolskiej. Zachowały się archiwalne dokumenty o wsi. Pierwsza wzmianka o wsi pochodzi z łacińskiego dokumentu sądowego wydanego w 1421, w którym szlachcic Szczepan (Stephanus) z Trzebini zostaje pozwany przez Henryka plebana w Ogrodach o 3 krowy, które przed 11 laty zapisał kościołowi jego brat, a które Szczepan zajął na pastwisku i domaga się po jednym wiardunku za każdy rok ich użytkowania. Szczepan twierdził natomiast, że jego brat zapisał dwie krowy na rzecz budowy kaplicy w Trzebinach, a nie trzy dla kościoła w Ogrodach. W 1434 odnotowano kolejny proces jaki toczył Bartosz Kromno z Jaśkiem z Księginek.
W latach 1447–1462 właścicielem we wsi był Jerzy Jurga Kromnowo. W 1447 poręczył w dokumencie, że Piotr Rabnow z Przybyszewa stanie przed Wojciechem Malskim zastępcą króla Władysławem Warneńczykiem w sporze z mieszczanami kaliskimi. W latach 1447–1469 właścicielem we wsi był także Michał Kromnow. Odnotowany został w kilku dokumentach procesowych; w tym w roku 1449 kiedy toczył proces z Maciejem Borkiem. W 1503 miejscowość była majętnością szlachecką należącą do wielkopolskiego lokalnego rodu Trzebińskich i leżała w powiecie wschowskim Korony Królestwa Polskiego. W 1531 należała do parafii Ogrody.
W połowie XVI wieku właścicielami miejscowości byli bracia 1533-48 Wojciech, 1533 Jan oraz 1533-72 Krzysztof Trzebińscy noszący także nazwisko Piotrowscy. W 1579 Jan, Wojciech i Piotr Piotrkowscy bratankowie zmarłego Krzysztofa Trzebińskiego odziedziczyli Trzebiny. W 1580 Jan i Piotr Piotrowscy sprzedali swojemu bratu Wojciechowi części Trzebiny, Jan swoją część za 1500 złotych, a Piotr za 800. 
W XVI wieku miejscowość odnotowano w historycznym rejestrze poborowym. W 1531 we wsi odbył się pobór od 8 prętów po jednym groszu. Z części należącej do Mikołaja Kromno pobrano wiardunek od jednego łana, a od 4 prętów po jednym groszu. W 1535 pobrano podatek od 2 łanów. W 1563 miał miejsce pobór od 3 łanów i 5 prętów. W 1564 odnotowano w miejscowości  dwa łany osiadłe, 1,5 łana opustoszałego. W 1564 część majętności we wsi posiadali wdowa po Janie Przybyszewska oraz Krzysztof Przybyszewski. Odnotowano także 1,5 łana opuszczonego, które niekiedy pan Zbarzewski oddawał w zastaw panu Ossowskiemu. W 1566 miał miejsce pobór z części majątku należącego do Krzysztofa Trzebińskiego. Zapłacił on od 3 łanów, od 6 zagrodników po 2 grosze, od młyna dziedzicznego 10 groszy, od karczmy dorocznej 10 groszy z powodu niskich dochodów jakie przynosiła. W 1579 pobrano podatki we wsi od 3 łanów, 9 zagrodników z rolą, od jednego rataja (pracownika sezonowego) od pługa, jednego komornika z inwentarzem oraz dwóch komorników bez inwentarza.
W latach 1975–1998 miejscowość administracyjnie należała do województwa leszczyńskiego.

## Zabytki
- Zespół pałacowy i folwarczny z końca XVII w., 1870, przebudowany w XX w., nr rej.: 556 z 2.05.1956: 
  - pałac w Trzebinach
  - park
  - folwark (układ i zabudowa, nr rej.: 1405/A z 15.04.1993: 
    - spichrz i stajnia, 1860-70
    - obora z drugiej poł. XIX w.
    - wozownia z oborą i bukaciarnią, 1900
    - gorzelnia, 1906

  - dwie aleje śródpolne, nr rej.: 1643/A z 14.10.1997[4]

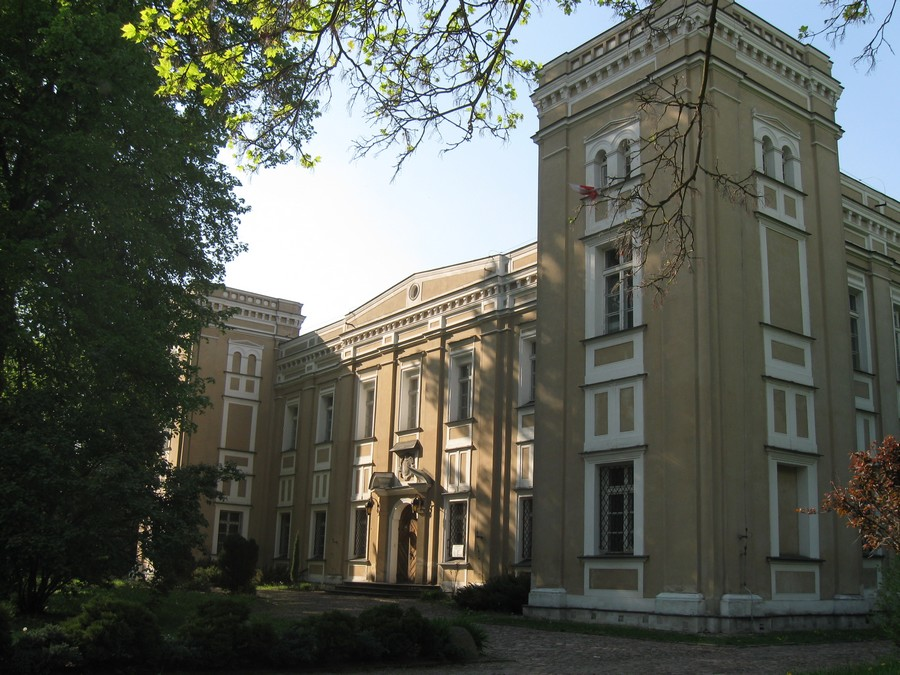
Pałac w Trzebinach
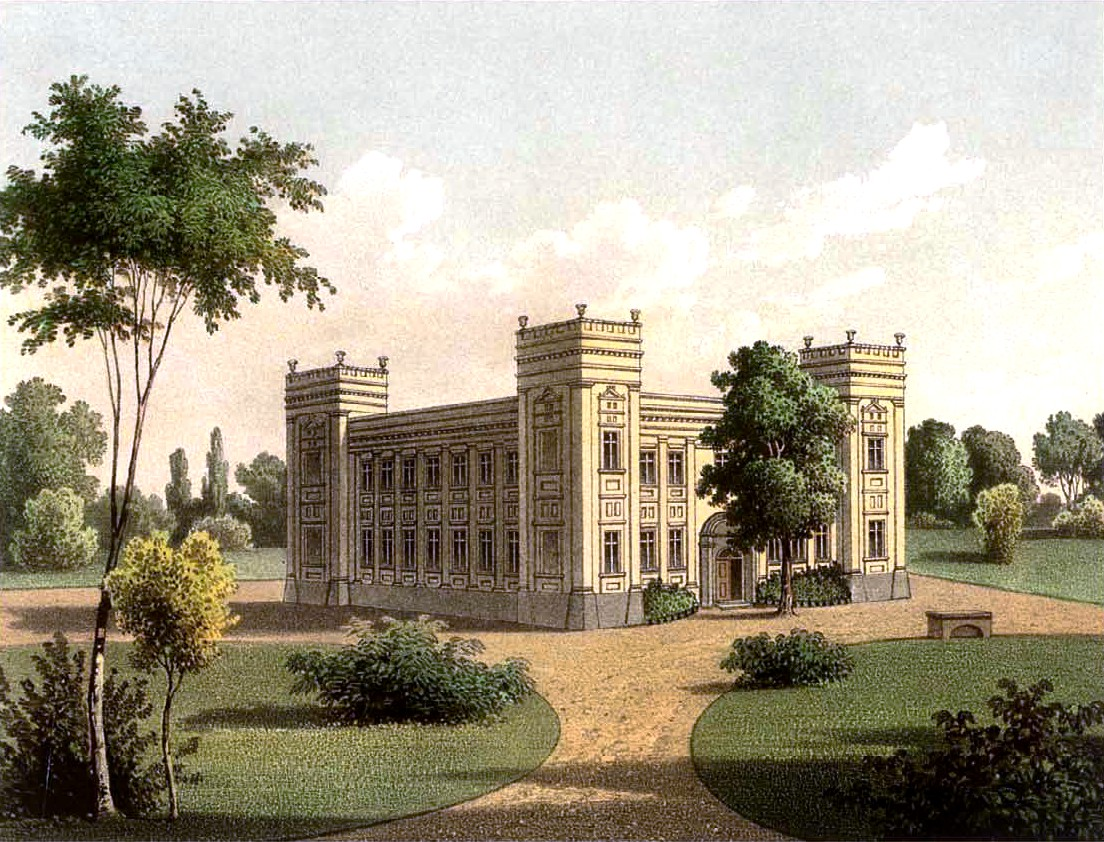
Pałac w Trzebinach, druga poł. XIX w.

We wsi stoi zabytkowy pałac z XVII wieku. Pałac wybudowano w latach 1680-1690 dla rodziny Gurowskich. Po 1860 r. został gruntownie przebudowany między innymi utworzono wewnętrzny dziedziniec, który zachował się do dziś. Pałac zdewastowany po wojnie, został odbudowany, a obecnie mieszczą się w nim eksponaty archeologiczne oraz spełnia zaplecze Narodowego Instytutu Dziedzictwa.